# Hell’s Highway

Cromwell-Panzer der Irischen Garde des 30. Britischen Korps unterwegs auf dem Hell’s Highway nach Nijmegen

Hell’s Highway (deutsch Höllenstraße) bezeichnete die Straße zwischen Eindhoven, Veghel und Grave in den Niederlanden. Dort kämpften während des Zweiten Weltkriegs US-amerikanische Fallschirmjäger mit Unterstützung britischer Panzer gegen deutsche Wehrmachts- und Waffen-SS-Panzereinheiten, die versuchten, ihnen den Weg in Richtung Nijmegen und Arnhem abzuschneiden.
Die 101. US-Luftlandedivision war im Rahmen der Operation Market Garden am 17. September 1944 im Raum Eindhoven gelandet und hatte neben der Rückeroberung Eindhovens die Aufgabe, die Straße nach Nijmegen, wo die 82. US-Luftlandedivision gelandet war, für den Durchbruch der Panzereinheiten des 30. Britischen Korps mit ihren Fahrzeugen bis nach Arnhem zu sichern. Da mit keinem nennenswerten deutschen Widerstand gerechnet wurde, sollte die Aktion in drei Tagen abgeschlossen sein. Doch die von Osten anrückende 107. Panzerbrigade des Oberkommandos West sowie die im Westen liegende Kampfgruppe Chill bekämpften die alliierten Einheiten, bis sie sich am 21. September der Übermacht der Amerikaner geschlagen gaben und sich zurückzogen.